# Zeynoddin-Minarett
Das Zeynoddin-Minarett, englische Umschrift Manār-e Zayn-al-Din, ist ein seldschukisches Minarett aus dem 12. Jahrhundert in der iranischen Stadt Kaschan. Der Namensgeber des Minaretts war der Würdenträger Zeynoddin. Neben das Minarett baute er eine Tekke. Ursprünglich soll das Minarett 47 m hoch gewesen sein, wurde im Jahr 1931 jedoch wegen Schräglage um mehr als die Hälfte seiner Höhe aufgrund einer Entscheidung des Statthalters und Bürgermeisters von Kaschan abgebaut. Starke Erdbeben brachten das Minarett über die Jahrhunderte zur heutigen Neigung.